# Пелих Олександр Дмитрович
Олександр Дмитрович Пелих (3 вересня 1933 — 13 жовтня 1994, місто Київ) — український радянський політичний діяч, 1-й заступник завідувача відділу організаційно-партійної роботи ЦК КПУ. Член ЦК КПУ в лютому 1986 — червні 1990 року.

## Життєпис

Могила Олександра Пелиха, Байкове кладовище

Освіта вища. Член КПРС з 1957 року.
На 1974—1988 роки — заступник, 1-й заступник завідувача відділу організаційно-партійної роботи ЦК КПУ.
На 1988—1989 роки — заступник голови Комісії партійного контролю при ЦК КПУ. На 1991 рік — голова партійної комісії при ЦК КПУ.
Потім — на пенсії в місті Києві. Помер на 62-му році життя 13 жовтня 1994 року. Похований разом з дружиною на Байковому кладовищі (ділянка № 49а, 50°24′59.57″ пн. ш. 30°30′6.23″ сх. д. / 50.4165472° пн. ш. 30.5017306° сх. д.).

## Нагороди
- ордени
- медалі